# Vattenmyskdjur
Vattenmyskdjur (Hyemoschus aquaticus) är en däggdjursart i familjen mushjortar som lever i centrala Afrika. Djuret har ett för landlevande däggdjur något udda beteende för att undvika rovdjur, det dyker ner i vattnet och stannar under ytan i upp till fyra minuter. När inga faror finns stannar arten på land. Trots namnet är den inte närmare släkt med familjen myskhjortar.

## Beskrivning
Arten blir större än de andra arterna i familjen. Vuxna exemplar når en kroppslängd (huvud och bål) mellan 60 och 85 centimeter och en mankhöjd mellan 30 och 35 centimeter. Vikten varierar mellan 7 och 15 kilogram. Honor blir med en genomsnittlig vikt av 12 kg tyngre än hannar (omkring 9,7 kg), ett kännetecken som skiljer vattenmyskdjuret från de flesta andra partåiga hovdjur. Vattenmyskdjuret har en 7,5 till 15 cm lång svans.
Pälsens grundfärg är brunaktig och på djurets rygg finns vita prickar eller strimmor som är ordnade i remsor. Det ger arten ett mycket bra kamouflage bland träd och buskar. Som alla mushjortar har den en jämförelsevis kraftig kropp som sitter på smala extremiteter. Den korta svansen är på undersidan vit. Huvudet är litet och spetsig. Som hos alla mushjortar finns inga horn. Istället finns förstorade övre hörntänder hos hannarna.

## Utbredning
Utbredningsområdet för den västliga populationen sträcker sig från Sierra Leone och södra Guinea till Ghana. Året 2013 fotograferades arten även i Guinea Bissau. Den saknas i Togo och Benin. Vattenmyskdjurets östliga population hittas från Nigerfloden till nordöstra Kongo-Kinshasa och söderut till provinsen Lunda Norte i norra Angola. Antagligen finns arten inte kvar i västra Uganda. I regioner som ligger nära kusten är den talrikast. Vattenmyskdjur lever i tropisk regnskog och vistas i närheten av träskmarker, insjöar och floder. Arten är däremot inte specialiserad på träskmarker.

## Levnadssätt
Vattenmyskdjuret är aktivt på natten och sover på dagen i tät undervegetation. När den går håller den huvudet nära marken. På så sätt kommer den bättre fram genom täta buskar.
Vanligen lever varje individ utanför parningstiden ensam men honor kan bilda små flockar med sina ungar från olika år. Honornas revir har en storlek av 13 till 14 hektar och används över hela livet. Hannarnas territorium som är lite större (cirka 20 till 30 hektar) överlappas vanligen med reviren av två honor. Hannarnas revir nyttjas bara ett år innan de vandrar till en annan region.
Trots honans fyra spenar föds vanligen en enda unge per kull. Honan är 6 till 9 månader dräktig och ungen diar sin mor 3 till 6 månader. Cirka 9 till 26 månader efter födelsen blir ungarna könsmogna. En individ som undviker alla faror kan leva 11 till 13 år.

## Föda
Vattenmyskdjur livnär sig vanligen av frukter som faller till marken. Dessutom äter de blad och kvistar. I sällsynta fall tar de insekter, krabbor och as som föda.

## Hot
På grund av att djuret lever mycket undangömt är inte mycket känt om populationen och faror för beståndet. Från vissa regioner finns informationen att vattenmyskdjuret blev mera sällsynt. Utan tvekan är de hotade av förstöringen av deras levnadsområde och kanske även av jakt. IUCN listar vattenmyskdjuret på grund av det stora beståndet sedan 2008 som livskraftig (LC).

## Systematik
Som namnet vattenmyskdjur och det vetenskapliga namnet för släktet, Hyemoschus, antyder antogs tidigare att arten är släkt med myskhjortar som förekommer i sydöstra Asien. Idag räknas djuret till familjen mushjortar (Tragulidae) där den är systertaxon till övriga familjemedlemmar.
På grund av det tidigare beskrivna sättet att vid fara gömma sig under vattenytan antar olika forskare att vattenmyskdjuret är nära släkt med det nyss upptäckta släktet Indohyus som levde under eocen. Indohyus betraktas som den tidigare felande länken mellan partåiga hovdjur och valar.